# Калемегданске сенке
Калемегданске сенке: портрет београдског човека  је књига чији је аутор српски новинар и лексикограф Симо Ц. Ћирковић, објављена 2013. године у издању  "Дерете" из Београда.

## О аутору
Симо Ц. Ћирковић рођен у Руми 1951. године. Завршио је студије журналистике и специјализовао међународну политику и дипломатску историју. Дуги низ година је био новинар и уредник. Готово три деценије бави се историографским темама. Аутор је неколико монографија: Марсејски крст краља Александра, Књаз Михаило Обреновић – живот и политика, Балкански атентати – убити преко нишана. Посебно место у његовом проучавању заузима Београд: Силуете и карактери – надимци старих Београђана, Патрицији и пустолови – највеће мистерије старог Београда, Калемегданске сенке – портрет београдског човека, Надимци старих Београђана: 1830-1940.: (у потрази за међудневицом београдског човека). О Србији у Првом светском рату писао је у књизи Огањ и нада, док је у делу Три боје фрака: Тито, Андрић, Крлежа – упоредна биографија, приказао замршене токове модерне историје, скривено лице политичких односа. Лексиконом Ко је ко у Недићевој Србији структурно је истражио једно контроверзно раздобље српске историје. Написао је Речник архаизама, Речник урбане свакодневице бавећи се лексиколошким студијама. Као лексикограф ангажован је у Српском биографском речнику Матице српске и у Српској енциклопедији, где је укључен као стручни сарадник. Аутор је и наратор вишеделне ТВ серије о старом Београду.

## О делу
Калемегданске сенке: портрет београдског човека је књига о Београду, његовој историји, становницима.
Аутор је препознао личности на чијим леђима почивају темељи града, догађаје и лица, извучене из сенке прошлости и подарио им заслужено место. Учинио је то тако да је неком то видело на дар, а неком на срамоту.
Приказао је личности - становнике града почев од песника-владара деспота Стефана Лазаревића, преко Доситеја Обрадовића, Јована Авакумовића, Клебера, Аписа и озлоглашеног Драгог Јовановића, па све до Нушића и Андрића.
Ћирковић је оживљавео старе београдске улице, библиотеке и школе, дворске салоне и загушљиве бирцузе. Ту су мириси дорћолских трговачких кућа, топчидерски дрвореди, чује се шкрипа коњских запрега, звоњава првих електричних трамваја, мрачни тонови дворских сплетки, атентата, честих ратова и одјека корака окупаторских чизама, порушених чорбаџијских палата и новоизграђених мостова. Спомиње познате и скоро заборављене личности, хероје али и уличне хуље.